# Versandzentrum
Ein Versandzentrum bezeichnet ein von einem Postunternehmen oder Versandhaus bzw. -händler betriebenes Zentrum für den Versand von Postpaketen.
Ein Paketzentrum (auch Hauptumschlagsbasis – kurz HUB) bezeichnet ein Verteilsystem für Pakete. Der Begriff „Hub“ (dt. Nabe) wird gleichzeitig im englischen Sprachraum für solche Umschlagszentren verwendet, siehe Hub and Spoke.
Für die Paketzentren der Deutschen Post DHL in Deutschland, siehe Paketzentrum (Deutsche Post DHL).

## Versandzentren von Handelsunternehmen in Deutschland
Einige der großen Versandhändler unterhalten eigene Paketzentren. Diese werden von den Transportunternehmen, mit denen der Versandhändler zusammenarbeitet, direkt angefahren.
| Unternehmen          | Standort                 | Adresse                                              | Geokoordinaten               | Bemerkung                            |
| -------------------- | ------------------------ | ---------------------------------------------------- | ---------------------------- | ------------------------------------ |
| Baur Versand         | Altenkunstadt            | Dr.-Friedrich-Baur-Straße 19, 96264 Altenkunstadt    | 50° 7′ 42″ N, 11° 14′ 29″ O  |                                      |
| Conrad Electronic    | Wernberg-Köblitz         | Klaus-Conrad-Straße 2, 92533 Wernberg-Köblitz        | 49° 31′ 47″ N, 12° 8′ 12″ O  |                                      |
| Versandhaus Klingel  | Pforzheim                | Im Altgefäll 11, 75181 Pforzheim                     | 48° 53′ 19″ N, 8° 45′ 9″ O   |                                      |
| Neckermann           | Frankfurt am Main        | Hanauer Landstr. 360–400, 60386 Frankfurt            | 50° 7′ 32″ N, 8° 45′ 4″ O    |                                      |
| Otto                 | Haldensleben             | Hamburger Str. 1, 39340 Haldensleben                 | 52° 16′ 57″ N, 11° 26′ 27″ O | Direkte Anbindung an Hermes Ost-HUB  |
| QVC Logistikzentrum  | Hückelhoven              | Porschestraße 7, 41836 Hückelhoven                   | 51° 2′ 2″ N, 6° 15′ 18″ O    | Direkte Anbindung an Hermes West-HUB |
| redcoon Logistics    | Erfurt                   | Bei den Froschäckern 9, 99098 Erfurt                 | 50° 58′ 35″ N, 11° 6′ 55″ O  |                                      |
| Reno                 | Thaleischweiler-Fröschen | Industriegebiet West, 66987 Thaleischweiler-Fröschen | 49° 15′ 39″ N, 7° 33′ 39″ O  |                                      |
| Schwab Versand       | Hanau                    | Kinzigheimer Weg 6, 63450 Hanau                      | 50° 7′ 20″ N, 8° 55′ 10″ O   |                                      |
| Media-Saturn-Holding | Nesse-Apfelstädt         | Sülzenbrücker Str. 200, 99192 Nesse-Apfelstädt       | 50° 53′ 58″ N, 10° 53′ 37″ O |                                      |
| Thomann              | Burgebrach               | 96138 Burgebrach-Treppendorf                         | 49° 48′ 14″ N, 10° 43′ 50″ O |                                      |
| Zalando              | Brieselang               | Havellandstraße 6, 14656 Brieselang                  | 52° 36′ 14″ N, 12° 58′ 32″ O |                                      |
| Zalando              | Erfurt                   | In der Hochstedter Ecke 1, 99098 Erfurt              | 50° 58′ 36″ N, 11° 7′ 59″ O  |                                      |

## Amazon Logistik
In Deutschland betreibt Amazon Logistikzentren, Sortierzentren, Verteilzentren und ein Luftfrachtzentrum. Laut Amazon gab es im März 2023 zwanzig Amazon-Logistikzentren. Ein Ausbau auf 25 Logistikzentren war geplant. Darüber hinaus gibt es Sortierzentren an neun Standorten, 65 Verteilzentren bilden das nahezu flächendeckende Liefernetzwerk von Amazon. Prime Now-Stationen befinden sich in Berlin und München sowie AmazonFresh Depots in Potsdam, München und Hamburg. Am Flughafen Leipzig/Halle betrieb Amazon von 2020 bis 2023 ein Luftfrachtzentrum.
| Unternehmen  | Standort             | Adresse                                                    | Geokoordinaten               | Typ               | Werksbezeichnung | Eröffnung          | Bemerkung                                                             |
| ------------ | -------------------- | ---------------------------------------------------------- | ---------------------------- | ----------------- | ---------------- | ------------------ | --------------------------------------------------------------------- |
| Amazon       | Aachen               | Avantisallee 101, 52072 Aachen                             |                              | Verteilzentrum    | DNZ2             | 2017               |                                                                       |
| Amazon       | Achim                | Amazon-Straße 1, 28832 Achim                               | 53° 1′ 5″ N, 9° 3′ 43″ O     | Logistikzentrum   | BRE4             | Mai 2021           |                                                                       |
| Amazon       | Bad Hersfeld         | Am Schloss Eichhof 1, 36251 Bad Hersfeld                   | 50° 50′ 43″ N, 9° 40′ 41″ O  | Logistikzentrum   | FRA1             | 1996               |                                                                       |
| Amazon       | Bad Hersfeld         | Amazonstraße 1, 36251 Bad Hersfeld                         | 50° 51′ 9″ N, 9° 44′ 0″ O    | Logistikzentrum   | FRA3             | 2010               |                                                                       |
| Amazon       | Bad Oldesloe         | Teichkoppel 1, 23843 Bad Oldesloe                          | 53° 47′ 30″ N, 10° 24′ 37″ O | Verteilzentrum    | DHH3             |                    |                                                                       |
| Amazon       | Berlin-Lichtenberg   | Bürknersfelder Straße, 13053 Berlin                        |                              | Verteilzentrum    |                  | -                  | Seit Januar 2021 in Planung                                           |
| Amazon       | Berlin-Schönefeld    | Am Möllenpfuhl 2, 12529 Schönefeld                         | 52° 20′ 30″ N, 13° 33′ 23″ O | Sortierzentrum    | BER8             | 11. Mai 2020       |                                                                       |
| Amazon       | Berlin-Tegel         | Am Borsigturm 100, 13507 Berlin                            | 52° 35′ 1″ N, 13° 16′ 53″ O  | Verteilzentrum    | BER6/UDE6        | 2016               |                                                                       |
| Amazon       | Berlin-Tempelhof     | Porschestrasse 2–20, 12107 Berlin                          | 52° 26′ 7″ N, 13° 22′ 29″ O  | Verteilzentrum    | DBE2             | 2019               |                                                                       |
| Amazon       | Bielefeld            | Teltower Str. 15, 33719 Bielefeld                          |                              | Verteilzentrum    | DNW9             | Oktober 2020       |                                                                       |
| Amazon       | Bochum               | Meesmannstraße 105, 44807 Bochum                           | 51° 31′ 12″ N, 7° 12′ 11″ O  | Verteilzentrum    | DNW1             |                    |                                                                       |
| Amazon       | Borgstedt            | Winkelhörner Weg 5, 24794 Borgstedt                        |                              | Verteilzentrum    | DSH4             |                    |                                                                       |
| Amazon       | Bramsche             | Igels Sand 10, 49565 Bramsche                              |                              | Verteilzentrum    | DNI2             |                    |                                                                       |
| Amazon       | Bremen               | Erich-Kühlmann-Straße 9, 28197 Bremen                      | 53° 5′ 44″ N, 8° 41′ 38″ O   | Verteilzentrum    | DHB1             |                    |                                                                       |
| Amazon       | Bremerhaven          | Amerikaring 2, 27580 Bremerhaven                           | 53° 35′ 34″ N, 8° 32′ 41″ O  | Verteilzentrum    | DNM9             | Herbst 2020        |                                                                       |
| Amazon       | Brieselang           | Havellandstraße 5, 14656 Brieselang                        | 52° 36′ 22″ N, 12° 58′ 35″ O | Logistikzentrum   | BER3             | 2013               | 2023 Geschlossen. Standort von FIEGE-Logistik (Neckermann) übernommen |
| Amazon       | Bürstadt             | Industriestraße 16, 68642 Bürstadt                         |                              | Verteilzentrum    | DFQ2             |                    |                                                                       |
| Amazon       | Cloppenburg          | Brookweg 55, 49661 Cloppenburg                             |                              | Logistikzentrum   | BSH2             | Spätsommer 2023    |                                                                       |
| ID Logistics | Diemelstadt          | Steinmühle 1, 34474 Diemelstadt                            |                              | Logistikzentrum   |                  | August 2025        |                                                                       |
| Amazon       | Dormagen             | Düsseldorfer Str. 118, 41541 Dormagen                      | 51° 8′ 2″ N, 6° 48′ 19″ O    | Sortierzentrum    | CGN9             | 2018               | Die Schließung ist geplant.                                           |
| Amazon       | Dortmund             | Kaltbandstraße 4, 44145 Dortmund                           |                              | Logistikzentrum   | DTM2             | 2017               |                                                                       |
| Amazon       | Dortmund             | Warmbreitbandstrasse 3, 44145 Dortmund                     |                              | Logistikzentrum   | DTM3 / HTM3      |                    |                                                                       |
| Amazon       | Duisburg             | Am Blumenkampshof 80, 47059 Duisburg                       |                              | Verteilzentrum    | DNW4             | Oktober 2018       |                                                                       |
| Amazon       | Dummerstorf          | Gewerbepark Ostsee 3, 18196 Dummerstorf                    |                              | Logistikzentrum   | RLG1             | 23. September 2024 |                                                                       |
| Amazon       | Düsseldorf           | Am Fallhammer 27, 40221 Düsseldorf                         |                              | Verteilzentrum    | DNW3             |                    |                                                                       |
| Amazon       | Eggolsheim           | Fährstraße 10, 91330 Eggolsheim                            |                              | Sortierzentrum    | NUE9             | 2019               | Ehemaliges Lidl-Logistikzentrum                                       |
| Amazon       | Emden                | Vierter Polderweg 18, 26723 Emden                          | 53° 21′ 30″ N, 7° 9′ 29″ O   | Verteilzentrum    | DNM4             | 2021               |                                                                       |
| Amazon       | Emsbüren             | Darwinstraße 9, 48488 Emsbüren                             | 52° 20′ 54″ N, 7° 15′ 28″ O  | Verteilzentrum    | DNX6             | Herbst 2020        |                                                                       |
| Amazon       | Erding               | Am Kletthamer Feld 19, 85435 Erding                        | 48° 18′ 43″ N, 11° 52′ 56″ O | Sortierzentrum    | MUC7             | November 2023      |                                                                       |
| Amazon       | Erfurt               | Joseph-Meyer-Straße 5, 99095 Erfurt                        |                              | Verteilzentrum    | LEJ5             | Mai 2024           |                                                                       |
| Amazon       | Erfurt               | Erfurter Landstraße 53, 99095 Erfurt                       |                              | Logistikzentrum   | ERF1             | Mai 2024           |                                                                       |
| Amazon       | Eschweiler           | Alte Rodung 20, 52249 Eschweiler                           | 50° 47′ 38″ N, 6° 14′ 9″ O   | Verteilzentrum    | DNW7             |                    |                                                                       |
| Amazon       | Essen                | Pferdebahnstr. 40 45141 Essen                              |                              | Verteilzentrum    | DNW8             | Sommer 2020        |                                                                       |
| Amazon       | Euskirchen           | Procter-und-Gamble-Straße 18, 53881 Euskirchen             | 50° 41′ 35″ N, 6° 49′ 39″ O  | Verteilzentrum    | DNW6             | Frühjahr 2020      |                                                                       |
| Amazon       | Frankenthal (Pfalz)  | Am Römig, 67227 Frankenthal                                |                              | Logistikzentrum   | FRA7             | Juni 2018          | [ 37 ]                                                                |
| Amazon       | Frankenthal (Pfalz)  | Zeppelinstraße 4, 67227 Frankenthal                        |                              | Logistikzentrum   | DRP6             |                    |                                                                       |
| Amazon       | Freiburg im Breisgau | Blankreutestraße 2, 79108 Freiburg im Breisgau             |                              | Verteilzentrum    | DBW5             | 2020               |                                                                       |
| Amazon       | Friedrichsdorf       | Max-Planck-Straße 34, 61381 Friedrichsdorf                 |                              | Verteilzentrum    | DHE4             | Herbst 2021        | von P3 Logistic Parks errichtet                                       |
| Amazon       | Garbsen              | Grabenfeldstraße 1, 30823 Garbsen                          |                              | Sortierzentrum    | HAJ8             | 2018               |                                                                       |
| Amazon       | Garching bei München | Dieselstraße 32, 85748 Garching bei München                |                              | Verteilzentrum    | DMU5             | Mai 2022           |                                                                       |
| Amazon       | Gera                 | Am Steingarten 2, 07554 Gera                               |                              | Logistikzentrum   | LEJ5             | August 2021        |                                                                       |
| Amazon       | Gernsheim            | Mainzer Str. 35, 64579 Gernsheim                           |                              | Sortierzentrum    | FRAX             | 2018               |                                                                       |
| Amazon       | Giengen an der Brenz | Am Tannenwald 3, 89537 Giengen an der Brenz                |                              | Verteilzentrum    | DBX8             | Sommer 2022        |                                                                       |
| Amazon / DHL | Graben (Lechfeld)    | Amazonstraße 1, 86836 Graben                               | 48° 11′ 54″ N, 10° 50′ 53″ O | Logistikzentrum   | MUC3             | 2011               | DHL-ASC (PZ88)                                                        |
| Amazon       | Großenkneten         | Vechtaer Str. 35, 26197 Großenkneten                       |                              | Logistikzentrum   | BRE2             | Ende August 2023   |                                                                       |
| Amazon       | Grund-Schwalheim     | 61209 Grund-Schwalheim                                     |                              | Verteilzentrum    | -                | -                  | Baustopp seit Mai 2021                                                |
| Amazon       | Halle (Saale)        | Porphyrstraße 8, 06126 Halle (Saale)                       |                              | Verteilzentrum    | HSN1             | Herbst 2021        |                                                                       |
| Amazon       | Hamburg              | Peutestraße 32, 20539 Hamburg                              |                              | Verteilzentrum    | DHH1             |                    |                                                                       |
| Amazon       | Hannover-Sehnde      | Gretlade 1, 31319 Sehnde                                   |                              | Verteilzentrum    | DNM8             | Herbst 2020        |                                                                       |
| Amazon       | Helmstedt            | Zur Alten Molkerei 1, 38350 Helmstedt                      |                              | Logistikzentrum   | HAJ1             | August 2022        |                                                                       |
| Amazon       | Hof-Gattendorf       | Amazonstraße 1, 95185 Gattendorf                           |                              | Logistikzentrum   | NUE1             | Mai 2022           |                                                                       |
| Amazon       | Hoppegarten          | Digitalstraße 2–6, 15366 Hoppegarten                       |                              | Verteilzentrum    | DBE3             | Winter 2019        | von P3 Logistic Parks errichtet                                       |
| Amazon       | Horn-Bad Meinberg    | Westfalenstraße 10, 32805 Horn-Bad Meinberg                |                              | Logistikzentrum   | PAD2             | August 2024        |                                                                       |
| Amazon       | Kaiserslautern       | Von-Miller-Straße 23, 67661 Kaiserslautern                 |                              | Logistikzentrum   | SCN2             | 5. September 2022  |                                                                       |
| Amazon       | Kaiserslautern       | Marie-Curie-Straße 6, 67661 Kaiserslautern                 |                              | Verteilzentrum    | DRP5             |                    |                                                                       |
| Amazon       | Kaltenkirchen        | Kirchenweg 2, 24568 Kaltenkirchen                          |                              | Verteilzentrum    | DHH2             |                    |                                                                       |
| Amazon       | Kempen               | Industriering Ost 93, 47906 Kempen                         |                              | Verteilzentrum    | DNX4             | 25. März 2020      |                                                                       |
| ID Logistics | Kleinostheim         | Ossenheimer Straße 7, 63801 Kleinostheim                   |                              | Verteilzentrum    | MHG9             | September 2021     |                                                                       |
| Amazon       | Knüllwald            | Schilfwiese, 34593 Knüllwald                               | 51° 0′ 30″ N, 9° 28′ 53″ O   | Verteilzentrum    | DHE3             | 16. Oktober 2019   |                                                                       |
| Amazon       | Koblenz              | Amazonstraße 1, 56330 Kobern-Gondorf                       | 50° 20′ 51″ N, 7° 29′ 12″ O  | Logistikzentrum   | CGN1             | 2012               |                                                                       |
| Amazon       | Köln                 | Marconistraße 10, 50769 Köln                               |                              | Verteilzentrum    | DNW2             |                    |                                                                       |
| Amazon       | Königs Wusterhausen  | Robert-Guthmann-Straße 30 41–42, 15713 Königs Wusterhausen |                              | Verteilzentrum    | HBE1             |                    |                                                                       |
| Amazon       | Korntal-Münchingen   | Siemensstraße 2–4, 70825 Korntal-Münchingen                |                              | Logistikzentrum   | DBW3             | Sommer 2021        |                                                                       |
| Amazon       | Krefeld              | An der Römerschanze 19, 47809 Krefeld                      |                              | Sortierzentrum    | DTM8             | 2017               |                                                                       |
| Amazon       | Lahntal-Goßfelden    | Hardtbeete, 35094 Lahntal                                  |                              | Verteilzentrum    |                  |                    | Eröffnung im September 2025 geplant                                   |
| Amazon       | Lampertswalde        | Am Mart 9, 01561 Lampertswalde                             |                              | Verteilzentrum    | DSY2             | November 2019      |                                                                       |
| Amazon       | Leipzig              | Amazonstraße 1, 04347 Leipzig                              | 51° 21′ 44″ N, 12° 27′ 7″ O  | Logistikzentrum   | LEJ1             | 2006               |                                                                       |
| Amazon       | Leipzig              | Am alten Flughafen 1, 04356 Leipzig                        |                              | Logistikzentrum   | DSY6             |                    |                                                                       |
| Amazon       | Leipzig/Halle        | Hans-Wittwer-Straße 8, 04435 Schkeuditz                    |                              | Luftfrachtzentrum | EDDP             | 2020               | Geschlossen im Oktober 2023                                           |
| Amazon       | Lengede              | Maria-Agnesi-Straße 7, 38268 Lengede                       |                              | Verteilzentrum    | DNM2             | Herbst 2020        |                                                                       |
| Amazon       | Magdeburg            | Steglitzer Str. 10a, 39126 Magdeburg                       |                              | Verteilzentrum    | DAH1             |                    |                                                                       |
| Amazon       | Mannheim             | Steinzeugstraße 92a, 68229 Mannheim                        |                              | Verteilzentrum    | DBW1             |                    |                                                                       |
| Amazon       | Meßkirch             | Tuttlinger Str. 6, 88605 Meßkirch                          |                              | Verteilzentrum    | DBW8             |                    |                                                                       |
| Amazon       | Michelstadt          | Zeller Str 3, 64720 Michelstadt                            |                              | Verteilzentrum    | XFR3             |                    |                                                                       |
| Amazon       | Mönchengladbach      | Hamburgring 10, 41179 Mönchengladbach                      |                              | Logistikzentrum   | DUS4             | 2019               |                                                                       |
| Amazon       | München              | Grasbrunner Str. 19, 81677 München                         |                              | Verteilzentrum    | DMU2             | 2017               |                                                                       |
| Amazon       | Neubrandenburg       | Am Kamp 2, 17034 Neubrandenburg                            |                              | Verteilzentrum    | DMV3             |                    |                                                                       |
| Amazon       | Neuenburg am Rhein   | Otto-Hahn-Straße 15, 79395 Neuenburg am Rhein              |                              | Verteilzentrum    | DBZ6             | 2022               |                                                                       |
| Amazon       | Neuwied              | Rudolf-Diesel-Straße 2–4, 56566 Neuwied                    |                              | Verteilzentrum    | DRP2             | Ende 2019          |                                                                       |
| Amazon       | Neu-Ulm              | Zeppelinstraße 27, 89231 Neu-Ulm                           |                              | Verteilzentrum    | DBY3             | Herbst 2021        |                                                                       |
| Amazon       | Nittenau             | Waltenrieder Str. 11, 93149 Nittenau                       |                              | Verteilzentrum    | DBY7             | Sommer 2022        |                                                                       |
| Amazon       | Nürnberg             | Bremer Str. 105, 90451 Nürnberg                            |                              | Verteilzentrum    | DBY1             |                    |                                                                       |
| Amazon       | Oelde                | Aurea 10, 59302 Oelde                                      | 51° 50′ 3″ N, 8° 12′ 14″ O   | Logistikzentrum   | PAD1             | Juli 2020          |                                                                       |
| Amazon       | Oerlenbach           | An der Heide 8, 97714 Oerlenbach                           | 50° 8′ 46″ N, 10° 9′ 13″ O   | Verteilzentrum    | DBV1             | Juni 2021          |                                                                       |
| Amazon       | Olching              | Gewerbering 11a/11b, 82140 Olching                         |                              | Verteilzentrum    | DMU1             | 2015               | Erstes deutsches Verteilzentrum                                       |
| Amazon       | Paderborn            | Navarrastr. 8, 33106 Paderborn                             |                              | Verteilzentrum    | DNX5             | 16. Oktober 2020   |                                                                       |
| Amazon       | Pforzheim            | Amazonstraße 1, 75177 Pforzheim                            | 48° 55′ 26″ N, 8° 43′ 27″ O  | Logistikzentrum   | STR1             | 2012               |                                                                       |
| Amazon       | Pommersfelden        | Gewerbegebiet Limbach 14, 96178 Pommersfelden              |                              | Verteilzentrum    | DBY5             |                    |                                                                       |
| Amazon       | Ramstein-Miesenbach  | Industriestraße 2, 66877 Ramstein-Miesenbach               |                              | Verteilzentrum    | DRP9             | Oktober 2021       |                                                                       |
| Amazon       | Raunheim             | Tiberstraße 2, 65479 Raunheim                              |                              | Verteilzentrum    | DHE1             |                    |                                                                       |
| Amazon / DHL | Rheinberg            | Amazonstraße 1, 47495 Rheinberg                            | 51° 32′ 7″ N, 6° 35′ 15″ O   | Logistikzentrum   | DUS2             | 2011               | DHL-ASC (PZ44)                                                        |
| Amazon       | Rostock              | Zum Frachtzentrum 3, 18146 Rostock                         |                              | Verteilzentrum    | DMV1             |                    |                                                                       |
| Amazon       | Schkeuditz           | Hans-Wittwer-Straße 20, 04435 Schkeuditz                   |                              | Sortierzentrum    | DSY1             |                    |                                                                       |
| Amazon       | Schönefeld           | Am Möllenpfuhl 2, 12529 Schönefeld                         |                              | Sortierzentrum    | BER8             | 11. Mai 2020       |                                                                       |
| Amazon       | Schortens            | Jadeweserpark, 26419 Schortens                             |                              | Verteilzentrum    | DMN7             |                    |                                                                       |
| Amazon       | Sindelfingen         | Mühlackerstraße 1, 71069 Sindelfingen                      | 48° 42′ 2″ N, 8° 56′ 57″ O   | Verteilzentrum    | DBW6             | Herbst 2021        |                                                                       |
| Amazon       | Straubing            | Europaring, 94315 Straubing                                |                              | Verteilzentrum    | DBX9             |                    |                                                                       |
| Amazon       | Sülzetal             | Bielefelder Str., 39171 Sülzetal                           |                              | Logistikzentrum   | LEJ3             | 2020               |                                                                       |
| Amazon       | Trierweiler          | Drosselstr. 1, 54311 Trierweiler                           |                              | Logistikzentrum   | DRP3             | 4. November 2020   |                                                                       |
| Amazon       | Troisdorf            | Zündorfer Weg 5, 53842 Troisdorf                           |                              | Verteilzentrum    | DNW5             | Juni 2021          |                                                                       |
| Amazon       | Unna                 | Formerstraße 8, 59425 Unna                                 |                              | Verteilzentrum    | DNX1             | 2024               |                                                                       |
| Amazon       | Vaihingen an der Enz | Hinter der Ziegelhütte 1, 71665 Vaihingen an der Enz       |                              | Logistikzentrum   | HBW2             |                    |                                                                       |
| Amazon       | Völklingen           | Kurt-Nagel-Str. 6, 66333 Völklingen                        |                              | Verteilzentrum    | DSU1             | September 2020     |                                                                       |
| Amazon       | Weiterstadt          | Dr.-Otto-Röhm-Straße 2–4, 64331 Weiterstadt                |                              | Verteilzentrum    | DHE6             | Sommer 2022        |                                                                       |
| Amazon       | Wenden (Sauerland)   | Eisenstraße 2, 57482 Wenden                                |                              | Verteilzentrum    | DNX2             | November 2021      |                                                                       |
| Amazon       | Werder (Havel)       | Am Magna Park 12, 14542 Werder (Havel)                     |                              | Verteilzentrum    | DBB1             | Herbst 2019        |                                                                       |
| Amazon       | Werne                | Amazonstraße 1, 59368 Werne                                |                              | Logistikzentrum   | DTM1             |                    |                                                                       |
| Amazon       | Winsen (Luhe)        | Borgwardstraße 10, 21423 Winsen (Luhe)                     |                              | Logistikzentrum   | HAM2             | 2017               |                                                                       |
| Amazon       | Witten               | Brauckstraße 30–36, 58454 Witten                           |                              | Sortierzentrum    | DTM9             | November 2021      |                                                                       |
| Amazon       | Wolfhagen            | Otto-Hahn-Straße 3, 34466 Wolfhagen                        |                              | Sortierzentrum    | KSF7             | Herbst 2020        |                                                                       |
| Amazon       | Wunstorf-Luthe       | Albert-Einstein-Straße 19, 31515 Wunstorf                  |                              | Verteilzentrum    | DNM1             |                    |                                                                       |
| Amazon       | Wuppertal            | Dieselstraße 12, 42389 Wuppertal                           |                              | Verteilzentrum    | DNX2             |                    |                                                                       |

Die Standorte Graben und Rheinberg des Versandhändler Amazon haben insofern eine Sonderrolle, da die Deutsche Post DHL dort in einem nebenstehenden Gebäude, dem sogenannten Amazon-Sorting-Center, eine Paketverteilanlage betreibt. Dadurch wird sowohl das jeweilige Amazon Versandzentrum als auch die Paketzentren der Deutschen Post DHL in der Abgangsverteilung entlastet.

### Geplante Standorte
In Allersberg wurde im Sommer 2020 der Bau eines Logistikzentrums kontrovers diskutiert.
In Köln war der Bau eines Sortierzentrums 2018 geplant.
Über ein Verteilzentrum im Gewerbegebiet von Schwarzenbach an der Saale wurde im Februar 2021 verhandelt.
In der Gemeinde Rohr im Landkreis Kelheim bei Regensburg wird ein Logistikzentrum geplant.